# Bernhard Schneider (Theologe)
Bernhard Schneider  (* 6. November 1959 in Sirzenich) ist ein katholischer Theologe und Kirchenhistoriker.

## Leben
Bernhard Schneider studierte Katholische Theologie an der Theologischen Fakultät Trier (Abschluss: Diplom) sowie Lehramt an Gymnasien (Geschichte / katholische Theologie) an der Universität Trier. 1989 wurde er mit seiner Dissertation über Bruderschaften im Trierer Land an der Theologischen Fakultät Trier zum Dr. theol. promoviert wurde. 1997 habilitierte er sich an der Albert-Ludwigs-Universität Freiburg im Fach Kirchengeschichte des Mittelalters und der Neuzeit. Nach Lehraufträgen in Trier und Saarbrücken und einer Lehrstuhlvertretung an der Technischen Universität Dortmund wurde er zum 1. Oktober 2000 zum ordentlichen Professor für Kirchengeschichte des Mittelalters und der Neuzeit an der Universität Trier berufen. Im Jahr 2025 wurde er emeritiert.
Er forscht zur Geschichte der christlichen Armenfürsorge, Frömmigkeitsgeschichte der Neuzeit, Kommunikationsgeschichte des deutschen Katholizismus im 19. Jahrhundert sowie zur katholischen Aufklärung. 2017 wurde er in Mainz als Nachfolger von Peter Walter zum Präsidenten der Gesellschaft für mittelrheinische Kirchengeschichte gewählt. Darüber hinaus gehört er verschiedenen wissenschaftlichen Vereinigungen an und ist Vize-Postulator des Bistums Trier im Seligsprechungsverfahren für Hieronymus Jaegen.

## Schriften
- Bruderschaften im Trierer Land. Ihre Geschichte und ihr Gottesdienst zwischen Tridentinum und Säkularisation (= Trierer Theologische Studien, Bd. 48). Paulinus, Trier 1989, ISBN 3-7902-1276-8.
- Katholiken auf die Barrikaden? Europäische Revolutionen und deutsche katholische Presse 1815–1848 (= Veröffentlichungen der Kommission für Zeitgeschichte Reihe B: Abhandlungen, Bd. 84). Schöningh, Paderborn 1998, ISBN 978-3-506-79989-0.
- Hieronymus Jaegen – Der Kampf um das höchste Gut. Paulinus, Trier 2005, ISBN 978-3-7902-0222-9.
- (zusammen mit Hubert Wachendorf und Markus Nicolay) Der Hl. Rock im Dom zu Trier und auf dem Weg zu Jakobus und Matthias. Weyand, Trier 2009, ISBN 978-3-935281-67-6.
- Hieronymus Jaegen. Mystik, Politik, Nachwirkung. Annäherungen und Impulse aus Theologie und Politik. Paulinus, Trier 2009, ISBN 978-3-7902-0227-4.
- Christliche Armenfürsorge. Von den Anfängen bis zum Ende des Mittelalters. Eine Geschichte des Helfens und seiner Grenzen. Herder, Freiburg 2017, ISBN 978-3-451-30518-4.
- Hedwig von Schlesien und die Revolution der Caritas. Herder, Freiburg 2019, ISBN 978-3-451-38679-4.